# ササキ (化粧品メーカー)
株式会社ササキは、東京都荒川区西日暮里に本社を置く化粧品・水素水サーバーのメーカーである。

## 主要事業
- バッサ事業部　基礎化粧品製造販売
- リアルドラフト事業部　水素水サーバー製造販売